# Thùy Trang
Thùy Trang (ur. 14 grudnia 1973 w Sajgonie, zm. 3 września 2001 w San Francisco) – amerykańska aktorka pochodzenia wietnamskiego, najlepiej znana z roli Trini Kwan, pierwszej żółtej wojowniczki w serialu Mighty Morphin Power Rangers. 3 września 2001 roku, jadąc autostradą I-5, poniosła śmierć w wypadku samochodowym.

## Wczesne lata
Ojciec Trang był południowowietnamskim oficerem armii, który uciekł z kraju w 1975 roku po upadku Sajgonu, pozostawiając swoją rodzinę. W 1979 roku, kiedy Trang miała sześć lat ona i jej rodzina potajemnie weszli na pokład statku towarowego zmierzającego do Hongkongu. To była bardzo trudna podróż, z ludźmi ciasno spakowanymi z powodu ograniczonej przestrzeni, braku jedzenia i wody. Podróż trwała około ośmiu lub dziewięciu miesięcy, a co najmniej cztery osoby zginęły. Trang przez długi czas nic nie jadła i była bardzo chora, dlatego jej matka zmuszona była wciskać jej jedzenie do gardła, gdy była nieprzytomna, aby utrzymać ją przy życiu. Był moment, kiedy inni pasażerowie uważali, że nie żyje i że należy wyrzucić ją za burtę. Rodzina Trang i jej ojciec ponownie spotkali się w Stanach Zjednoczonych w 1980 r. i osiedlili się w mieście Fountain Valley w Kalifornii.
Thùy Trang nigdy nie mówiła po angielsku do czasu, gdy po raz pierwszy przyjechała do Stanów Zjednoczonych. Tam nauczyła się mówić po angielsku i zaczęła studiować kung fu Shaolin i ostatecznie ukończyła go, osiągając czarny pas. O sztukach walki wypowiadała się w następujący sposób:
„To naprawdę dobre, ponieważ to buduje mój charakter i sprawia, że jestem silniejszą osobą, zwłaszcza kiedy cały czas doświadczam wielu trudności w swoim życiu i trudności, jakie przeżyłam przyjeżdżając tutaj do Ameryki. Po prostu to mnie uczy, pozwala odkryć czym jestem i kim jestem , a także uczy szacunku, dyscypliny, cierpliwości, wytrwałości psychicznej i fizycznej”..
Ojciec Trang zmarł w 1992 roku. Ukończyła Banning High School w dzielnicy Wilmington w Los Angeles, a następnie zdała na Uniwersytet Kalifornijski w Irvine, aby studiować inżynierię lądową.

## Kariera
Główną popularność Thùy Trang zyskała dzięki jej pierwszej roli żółtej wojowniczki w 1993 roku, jako żółty Ranger (Yellow Power Ranger), w której wcielała się w postać Trini Kwan w serialu Mighty Morphin Power Rangers. Jej agent zorganizował dla niej udział w przesłuchaniu, w którym wzięło udział około 500 aktorek różniących się między sobą rasami. Pula finalistek zmniejszała się najpierw do 10, potem do 5 a następnie do 3. Zwycięzcą została Trang. Podczas castingu każda uczestniczka musiała wykazać się dużymi zdolnościami fizycznymi. Początkowo w rolę żółtej wojowniczki miała wcielić się aktorka Audri Dubois, ale Trang przejęła po niej rolę. Trang bardzo cieszyła się ze swojej roli. Swoją żółtą wojowniczkę opisywała następującymi słowami:
„postać posiada zwinne ręce i jest opanowana”.
Thùy Trang była aktorką, która przyciągała tłumy. Czuła, że Azjaci potrzebują właśnie takiej superbohaterki. W jednym z wywiadów powiedziała:
„Azjaci nie są dobrze przedstawiani w mediach i nie ma dla nich zbyt wielu ról poza tradycyjnymi takimi jak – gangsterka, prostytucja i tego typu rzeczy. Wielu Azjatów, a zwłaszcza starsi ludzie podchodzą do mnie i mówią, że dzięki swojej osobie przysłużam się azjatyckiej społeczności.”
Trang wystąpiła w 80 odcinkach serialu, które obejmowały cały pierwszy sezon i część drugiego sezonu. Podczas kręcenia scen, wiele z akrobacji Trang wykonywała sama. O aktorstwie mówiła w następujący sposób:
„Uważam, że aktorstwo polega na byciu uczciwym i prawdomównym w każdym momencie. Kamera jest blisko i łapie wszystko, więc jeśli jesteś prawdomówny i uczciwy publiczność to zauważy.”
W połowie drugiego sezonu Trang opuściła swoją rolę w serialu Power Rangers, głównie z powodów finansowych i problemów dotyczących płatności za rolę. Wraz z nią serial opuścili również: Austin St. John i Walter Emanuel Jones. 4 stycznia 1995 roku Trang i jej współpracownicy z Power Rangers, St. John i Jones, udzielili wywiadu dla Encyklopedii Sztuk Walki w filmie dokumentalnym pt: „Austin St John's Martial Art's Video” oraz „Encyclopedia of Martial Arts: Hollywood Stars”. Kolejną rolą filmową Trang była rola manikiurzystki w filmie Szklanką po łapkach z 1996 roku. Jej ostatnią rolą była rola głównego przestępcy w filmie Kruk 2: Miasto Aniołów. Pod koniec 1996 roku została nakręcona z nią scena do filmu: Turbo: A Power Rangers Movie z 1997 roku, ale jej rola została usunięta i zastąpiona inną aktorką. Thùy Trang w swoich wywiadach dość często udzielała ciekawych informacji, m.in. jej ulubionym przedmiotem szkolnym była historia, kolekcjonowała także maskotki, jej ulubionymi słodyczami były lody, a ulubioną potrawą był Chili dog (Chili dog to ogólna nazwa hot doga podawanego w bułce i zwieńczonego jakimś sosem mięsnym, takim jak chili con carne. Często dodaje się również inne dodatki, takie jak ser, cebula i musztarda).

## Śmierć
3 września 2001 r. Trang podróżowała ze swoją przyjaciółką, aktorką i modelką Angelą Rockwood, dla której Trang miała być druhną na ślubie z Dustinem Nguyenem. Obie podróżowały autostradą I-5 między San Jose a Los Angeles, jadąc już późną nocą. Wyjechały w trasę tuż po odwiedzinach innej druhny Angeli Rockwood w San Jose. Steffiana De La Cruz, która była czwartą druhną i prowadziła wtedy samochód, uderzyła w jakiś sypki żwir i straciła panowanie nad kierownicą. Samochód gwałtownie zaczął się ślizgać wzdłuż ulicy po rozsypanym żwirze, a następnie uderzył w skalny filar drogowy, od którego to samochód się odbił, a w rezultacie obrócił się kilka razy w powietrzu, łamiąc barierkę na przeciwnym pasie i spadł na brzeg pobocza. Angela Rockwood z potężną siłą została wyrzucona z pojazdu przez boczną szybę pojazdu na odległość 35 stóp (ok. 11 m), ale na szczęście zarówno ona jak i kierowca przeżyli ten wypadek. Rockwood w wyniku doznanych urazów złamała rdzeń kręgowy i została sparaliżowana. Thùy Trang doznała wiele wewnętrznych obrażeń. Krótko po zdarzeniu na miejscu pojawił się miejscowy sanitariusz medyczny. Podczas czynności resuscytacyjnych i podawania tlenu, Trang zaczęła krwawić poprzez gardło i wypluwać krew przez rurkę do podawania tlenu. Funkcje życiowe Trang udało się przywrócić tylko na chwilę. Kiedy na miejscu pojawił się helikopter, zabrał Thùy Trang do najbliższego szpitala, ale Trang zmarła tuż przed dotarciem na miejsce w wyniku wcześniej doznanych obrażeń.
Ciało Trang zostało skremowane tydzień później, 10 września 2001 roku, a jej prochy zostały rozrzucone lub pochowane w Rose Hills Memorial Park w Whittier w Kalifornii. 36 Odcinek „Circuit Unsure” z serii Power Rangers Time Force został poświęcony jej pamięci. Angela Rockwood w swoich wspomnieniach opisuje Thùy jako wrażliwą osobę. Podczas rozmów, Thùy wyjawiła Angeli, że bardzo tęskni za ojcem. Thùy Trang i Angela Rockwood były bliskimi sobie przyjaciółkami.

## Filmografia
Filmy, w których wystąpiła Thùy Trang.
| Rok       | Tytuł                                         | Rola                                         | Uwagi                              |
| --------- | --------------------------------------------- | -------------------------------------------- | ---------------------------------- |
| 1993–1994 | Mighty Morphin Power Rangers                  | Trini Kwan                                   | Główna postać; 80 odcinków         |
| 1994      | Mighty Morphin Power Rangers                  | Trini Kwan                                   | Gra wideo, udzieliła głosu postaci |
| 1994      | Walter Jones Hip Hop Dance Video              | Jako ona sama z gwiazdą Austin St John Guest | Film rozrywkowy                    |
| 1995      | Austin St John's Martial Art's Video          | Jako ona sama z gwiazdą Walter Jones Guest   | Film dokumentalny                  |
| 1995      | Encyclopedia of Martial Arts: Hollywood Stars | Jako ona sama (wywiad)                       | Film dokumentalny                  |
| 1996      | Szklanką po łapkach                           | Jako manikiurzystka                          | Rola cameo                         |
| 1996      | Kruk 2: Miasto Aniołów                        | Kali (zabójca)                               | Ostatnia rola                      |